# 애런 브룩스
애런 리 브룩스(Aaron Lee Brooks, 1990년 4월 27일 ~ )는 미국의 야구 선수이자, 현 메이저 리그 오클랜드 애슬레틱스의 투수이다.

## 미국 프로야구 시절
2014년에 캔자스시티 로열스에 입단하였다.

## 한국 프로야구 시절

### KIA 타이거즈시절
2020년에 제이콥 터너, 조 윌랜드를 대체할 외국인 투수로 입단하였다. 2020년에 11승 4패를 기록했고, 시즌 후 재계약했다.2021년 시즌 도중 미국에서 주문한 전자담배에서 대마초가 발견되어 퇴출되었다

## 미국 프로야구 복귀
2022년에 세인트루이스 카디널스에 입단하였다.

## 논란
- 2021년 8월 8일 그가 미국에서 주문한 전자 담배에 대마초 성분이 검출됐고, 이 사건으로 인해 당시 소속 구단이었던 KIA 타이거즈로부터 퇴단 조치됐다. 그의 대체 선수로는 보 다카하시가 영입됐다.